# Lega lituana gay
La Lega Lituana Gay (in inglese: Lithuanian Gay League, LGL) è un'associazione nazionale della Lituania per i diritti di Lesbiche, Gay, Bisessuali e Trans (LGBT*), nonché l'unica organizzazione non governativa lituana che si impegna a rappresentare gli interessi della comunità LGBT* locale. 
La LGL è stata fondata il 3 dicembre 1993. Il principio base delle attività dell'associazione è l'indipendenza da qualunque interesse politico e finanziario che possa avere effetto sull'inclusione sociale e sull'integrazione della comunità LGBT* locale.

## Storia
Quando è stata ripristinata la sua indipendenza, la Lituania discriminava le relazioni sessuali consensuali tra persone dello stesso sesso. Prima dell'emendamento del codice dei crimini d'odio del 1993, tali relazioni venivano punite con la condanna a più anni di prigione. Al di là di tale progresso, gli omosessuali in Lituania continuavano a vivere “underground”, incapaci di essere se stessi, stigmatizzati dai media come portatori di HIV/AIDS, secondo quanto riportato dai leader del movimento nazionale dei diritti LGBT, Vladimir Simonko ed Eduardas Platovas. Nel 1993, allo scopo di combattere tale discriminazione, V. Simonko ed E. Platovas hanno aperto a Vilnius un “Amsterdam club” e pubblicato il giornale “Amsterdam” l'anno successivo. Nell'aprile del 1994, le stesse persone sono state promotrici della prima conferenza Est-Europea dell'Associazione Internazionale per Gay e Lesbiche (ILGA), tenutasi nella città di Palanga. Questo evento è da considerarsi particolarmente significativo perché ha rappresentato la prima conferenza del genere in uno Stato post-Sovietico. Nel 1995, Simonko e Platovas hanno fondato la Lega Gay Lituana e da allora questa è l'unica organizzazione del Paese che combatte per la promozione dei diritti LGBT*.

## Attività
Le attività chiave dell'organizzazione sono :
1. gestire l'implementazione delle convenzioni dei diritti umani internazionali riguardanti gli individui della comunità LGBT* dalla Repubblica di Lituania;
2. fermare le iniziative omo-, bi- and transfobiche e promuovere l'adozione di leggi e politiche inclusive LGBT*;
3. sdradicare la discriminazione istituzionale contro gli individui LGBT*.

Consapevoli che l'uguaglianza legale non si traduce automaticamente in un miglioramento delle qualità di vita, dell'apertura, del senso di comune appartenenza e identificazione di obiettivi concreti, rappresenta la chiave del successo nella prospettiva di un rafforzamento dei diritti individuali LGBT* in Lituania.
LGL lavora attivamente in diversi campi che influenzano i vari aspetti delle vite delle persone LGBT* nel Paese. Il diritto di libertà di espressione è stato protetto attraverso l'adozione della legge sulla propaganda omosessuale in Lituania, sviluppando una crescente consapevolezza delle campagne e dei discorsi pubblici con informazioni relative ai diritti LGBT*.
Il diritto di libertà di riunione pacifica è stato esercitato attraverso l'organizzazione di eventi su larga scala, quali ad esempio i Rainbow Days e il Baltic Pride (che si svolge una volta ogni tre anni). Il coinvolgimento della comunità è assicurato attraverso lo sviluppo di diverse attività dell'organizzazione e lo sviluppo di conferenze, seminari, workshop e eventi culturali per i membri della comunità locale. Le strategie di prevenzione dei crimini d'odio contro omosessuali e transessuali vengono implementate attraverso il monitoraggio e la documentazione dei reati. LGL si impegna inoltre a rafforzare le leggi sui crimini d'odio e ad incoraggiare i membri della comunità affinché testimonino esperienze personali di crimini d'odio. Infine, l'advocacy a livello internazionale è stata implementata attraverso la pubblicazione di report sui meccanismi di protezione dei diritti umani internazionali, rilasciando la newsletter dell'organizzazione (più di 6000 iscritti a livello internazionale) e partecipando alle attività del network regionale LGBT*.

## Organigramma
Al 2016, il team dell'organizzazione si compone di cinque membri del consiglio, sette membri dello staff, due volontari internazionali (che partecipano alle attività dell'organizzazione attraverso il progetto di Servizio di Volontariato Europeo) e più di venti volontari locali ed internazionali. Non solo membri della comunita LGBT* partecipano alle attività dell'organizzazione.

## Sede
L'organizzazione ha sede a Vilnius. Si tratta di uno spazio in cui il team LGL cura e implementa vari progetti, organizza meeting ed attività che coinvolgono i sostenitori e la comunità locale a partecipare. All'interno del centro, è anche possibile trovare una libreria relativa alle attività dell'organizzazione e più in generale sul tema LGBT*. I visitatori sono ammessi.

## Affiliazioni
LGL è membro del "Forum Nazionale per l'Uguaglianza e la Diversità" (NEDF) e della "Coalizione sui Diritti Umani". Fa inoltre parte di una struttura di organizzazioni internazionali, quali ILGA ("Associazione Internazionale Gay e Lesbiche"),, IGLYO ("Organizzazione Internazionale Lesbiche, Gay, Bisessuali, Trans, giovani Queer e studenti"), EPOA ("Associazione Europea di Organizzatori di Pride") e TGEU (Transgender Europe).